# Sell Your Haunted House
Sell Your Haunted House (hangeul : 대박부동산 ; hanja : 大박不動產 ; RR : Daebak Budong San ; litt. « Daebak Immobilier »)  est une série télévisée sud-coréenne en 65 minutes de 16 épisodes, créée par une équipe de KBS Drama Production et diffusée entre le 14 avril et le 9 juin 2021 sur KBS2.

## Synopsis
Hong Ji-ah (Jang Na-ra) est une authentique exorciste qui débarrasse les propriétaires des fantômes qui hantent leurs bâtiments, en échange d'une commission sur la vente future de leur bien. Oh In-beom (Jung Yong-hwa) est un imposteur qui fait croire qu'il peut maintenir à distance les fantômes de manière scientifique. Ils se rencontrent alors qu'ils sont sur la même affaire, et l'exorciste découvre que l'imposteur a des pouvoirs de médium.

## Distribution
- Jang Na-ra : Hong Ji-ah, exorciste à Daebak Immobilier
- Jung Yong-hwa : Oh In-beom, imposteur qui ignore qu'il est médium assez spécial
- Ahn Gil-kang : Do Hak-seong
- Kang Mal-geum : Joo, directrice de Daebak Immobilier
- Kang Hong-seok : le chef Heo, ami et assistant d'Oh In-beom
- Heo Dong-won : Kim Tae-jin, patron de la boîte de nuit
- Baek Eun-hye : Hong Mi-jin, la mère défunte de Hong Ji-ah
- Baek Hyun-joo : Chang Hwa-mo, la serveuse du restaurant Chang-hwa
- Choi Woo-sung : Hyung-shik, un médium avec qui travaille Hong Ji-ah
- Im Ji-kyu : Kim Byeong-ho, artiste fantôme du peintre Jo Hyun-seo
- Kim Mi-kyung : Yeom sajang (apparition exceptionnelle)
- Baek Ji-won : Lee Eun-Hye, directrice de Britium Art
- Kim Dae-gon : Oh Seong-sik, oncle de Oh In-beom
- Kim Sung-bum : Kang Han-seok, police adjointe
- Lee Chae-kyung : l'assistante Choi

## Production

### Attribution des rôles
En septembre 2020, on annonce que les deux rôles principaux seront interprétés par Jang Na-ra et Jung Yong-hwa.
En mars 2021, l'actrice Baek Eun-hye rejoint la distribution dans le rôle du fantôme de la mère de l'héroïne. En avril de la même année, on révèle que l'acteur Choi Woo-sung fait partie de la série, peu avant la diffusion.

### Tournage
Le tournage a lieu à Séoul, dont l'hotel Conrad Seoul (콘래드 서울 호텔) et le bâtiment BuildOne (빌드원빌딩) dans l'arrondissement de Songpa-gu ainsi qu'en Gyeonggi, dont dans le district de Yeoncheon pour l'agence de Hong Ji-ah, à Paju pour la galerie White Block (화이트블럭), à Goyang pour la rivière où Oh In-beom et son ami boivent du café au coucher du soleil près de la forteresse de Haengju (행주산성 역사공원).

### Fiche technique
Sauf indication contraire, les informations mentionnées dans cette section peuvent être confirmées par la base de données cinématographiques IMDb,  présente dans la section « Liens externes ».
- Titre original : 대박부동산
- Titre international et français : Sell Your Haunted House
- Création : KBS Drama Production
- Réalisation : Park Jin-seok
- Scénario : Ha Soo-jin, Jung Yeon-seo et Lee Young-hwa
- Société de production : Monster Union
- Société de distribution : Korean Broadcasting System
- Pays de production : Corée du Sud
- Langue originale : coréen
- Format : couleur - son Dolby Digital
- Genres : comédie fantastique, horreur, surnaturel
- Nombre de saisons : 1
- Nombre d'épisodes : 16
- Durée : 59-68 minutes
- Dates de première diffusion :
  - Corée du Sud : 14 avril 2021 sur KBS2
  - Monde : 20 juillet 2022 sur Netflix[6]

## Épisodes
Les 16 épisodes d’environ 65 minutes ne contiennent aucun titre en Corée du Sud.